# Giro del Veneto 1992
Il Giro del Veneto 1992, sessantacinquesima edizione della corsa, si svolse il 29 agosto 1992 su un percorso di 205,5 km. La vittoria fu appannaggio dell'italiano Massimo Ghirotto, che completò il percorso in 5h07'00", precedendo i connazionali Alberto Elli e Davide Cassani.

## Ordine d'arrivo (Top 10)
| Pos. | Corridore           | Squadra                  | Tempo    |
| ---- | ------------------- | ------------------------ | -------- |
| 1    | Massimo Ghirotto    | Carrera Jeans            | 5h07'00" |
| 2    | Alberto Elli        | Ariostea                 | s.t.     |
| 3    | Davide Cassani      | Ariostea                 | a 3"     |
| 4    | Claudio Chiappucci  | Carrera Jeans            | s.t.     |
| 5    | Davide Rebellin     | GB-MG Boys Maglificio-B. | s.t.     |
| 6    | Giancarlo Perini    | Carrera Jeans            | s.t.     |
| 7    | Gianni Faresin      | ZG Mobili-Bottecchia     | s.t.     |
| 8    | Giorgio Furlan      | Ariostea                 | s.t.     |
| 9    | Laurent Fignon      | Gatorade-Château d'Ax    | s.t.     |
| 10   | Stefano Della Santa | Amore & Vita-Fanini      | s.t.     |